# گور ماوه
گور ماوه (به لاتین: Góry Małe) یک روستا در لهستان است که در گمینا گانبین واقع شده‌است. گور ماوه ۲۰۳ نفر جمعیت دارد.